# Consultoría tecnológica
La consultoría tecnológica es un campo que se enfoca en aconsejar a otras empresas cómo usar las tecnologías de la información para conseguir sus objetivos empresariales. Adicionalmente, estiman, gestionan, implementan, instalan y administran los sistemas informáticos en régimen de subcontratación.
En la actualidad, el papel de la consultoría tecnológica también abarca la transformación digital, apoyando a las empresas en procesos como migración a la nube, ciberseguridad avanzada y adopción de inteligencia artificial.

## Introducción
La industria de la consultoría tecnológica puede verse como un sistema de cuatro capas:
- Firmas de servicios profesionales que mantienen una plantilla especializada y cobran tarifas altas.
- Subcontratación, llamado últimamente de forma eufemística bodyshopping. Debido a que los clientes ya no quieren contratar a nuevo personal, esto cada vez es más frecuente.
- Consultores independientes y autónomos.
- Grupos o empresas de consultores asociados. Fórmula basada en la unión hace la fuerza, agrupación de profesionales reunidos bajo una misma empresa o marca; normalmente compuesta de consultores sénior con dilatada experiencia, con dominio de disciplinas complementarias que suponen una oferta variada de servicios: formación, orientación al cambio, búsqueda de objetivos mediante TIC e incluso personal de apoyo a estrategias y dirección.

Hay diferentes razones por las cuales las empresas deciden solicitar la ayuda de consultores:
- Obtener recomendaciones y sugerencias externas y más objetivas
- Para tener acceso a los conocimientos y experiencia de los consultores en una materia
- Como una ayuda temporal para un proyecto puntual donde la contratación permanente de empleados no es necesaria
- Para externalizar todos o parte de los servicios de TI

## Principios básicos
Los cuatro principios básicos de la consultoría tecnológica son:
- Centrarse en la relación: Entender la personalidad y las expectativas del cliente, la organización del cliente y todos los demás implicados
- Roles claramente definidos: Definir roles y responsabilidades para clientes, consultores y terceras partes
- Visualizar el éxito: Ayudar al cliente a ver el final al comienzo
- Tú aconsejas, ellos deciden: El cliente tiene que decidir

## Habilidades de los consultores tecnológicos
Un consultor tecnológico necesita tener las siguientes habilidades:
- Habilidad para dar consejo y hacer propuestas
- Habilidades técnicas
- Conocimiento de negocio
- Habilidades de comunicación
- Habilidades de gestión
- Conocimiento del lenguaje técnico
- Capacidad de transmitir valor a sus iniciativas

## Consultoría de gestión y consultoría tecnológica
El límite entre la consultoría de gestión y la consultoría tecnológica está poco claro. Hay veces que se solapan pero normalmente los consultores tecnológicos tienen titulaciones en las TIC como Ingeniería Informática, Ingeniería en Telecomunicaciones, Ingeniería Electrónica y tecnología en general, mientras que los consultores de gestión tienen titulaciones de contabilidad, economía, finanzas o un máster en administración de empresas.